# 卡菲維爾 (密蘇里州)
卡菲維爾（英語：Caffeyville）是位於美國密蘇里州拉克利德縣的非建制地區。

## 地理
卡菲維爾所處的海拔為高於海平面415米（即1362英呎），而該地所採用的時區為UTC-6，即北美中部時區（CST）。同時該地設有夏令時間，為UTC-6調快一小時，即UTC-5（CDT）。